# Léchelle (Seine-et-Marne)
Léchelle ist eine französische Gemeinde im Département Seine-et-Marne in der Region Île-de-France und gehört zum Kanton Provins im gleichnamigen Arrondissement.

## Nachbargemeinden
Umgeben ist Léchelle von den Gemeinden Voulton im Nordwesten, Beauchery-Saint-Martin im Nordosten, Chalautre-la-Grande im Südosten, Sourdun im Süden sowie Saint-Brice im Westen.

## Sehenswürdigkeiten

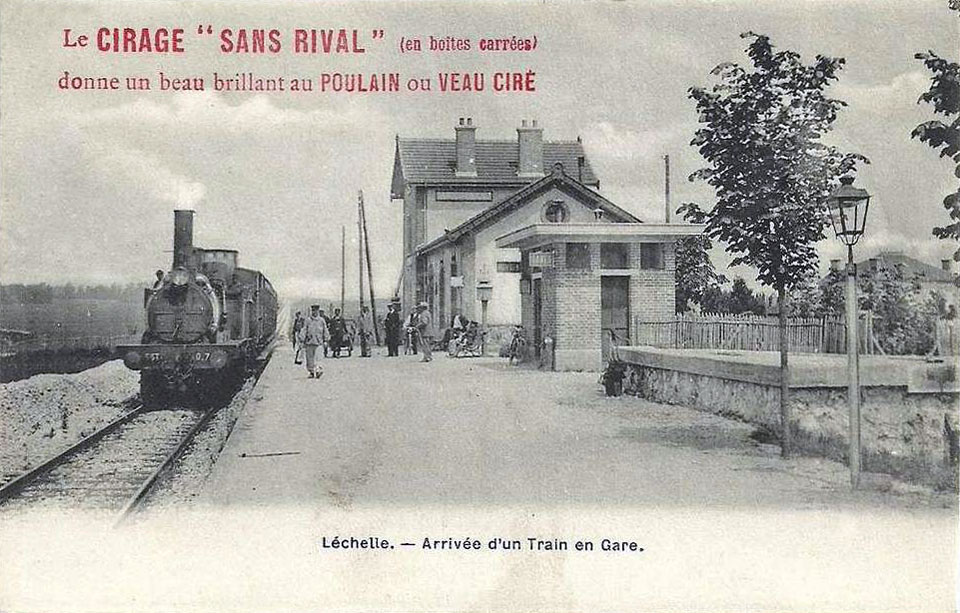
Bahnhof von Léchelle um das Jahr 1900

## Bevölkerungsentwicklung
| Jahr      | 1962 | 1968 | 1975 | 1982 | 1990 | 1999 | 2008 | 2014 |
| --------- | ---- | ---- | ---- | ---- | ---- | ---- | ---- | ---- |
| Einwohner | 410  | 355  | 350  | 413  | 490  | 525  | 541  | 580  |